# Suolama
La Suolama (in lingua sacha Суолама; in russo Суолема? Suolema) è un fiume della Russia siberiana nordorientale (Sacha-Jacuzia), affluente di sinistra dell'Anabar.
Nasce dal lago Kieng-Kjuël', nel bassopiano della Siberia settentrionale, scorrendo con direzione nordorientale in una regione remota e disabitata coperta dalla tundra artica. I principali affluenti sono Lastik (121 km) e Poperečnaja (110 km), entrambi provenienti dalla destra idrografica.
È gelata, mediamente, dai primi di ottobre ai primi di giugno.